# Chronic Future
Chronic Future — американская группа альтернативного рока из города Скоттсдейл, штат Аризона, прекратившая своё существование в 2009 году.
История группы начинается в 1995 году, когда пять друзей (Майк Бусс, Барри и Бен Коллинс, Брэндон Ли и Ричард Тамс), самому младшему из которых не было 14 лет, решили создать рок-группу. Ричард Тамс вскоре покинул группу. Первые два альбома, Chronic Future (1996) и 4 Elements (2000) были холодно приняты публикой. Успех к группе пришёл с альбомом Lines in My Face, выход которого состоялся в 2004 году. Такие песни как «Shellshocked» и «Time and Time Again» стали настоящими хитами группы, а последния также стала заглавной темой WWE Diva Search. Четвёртый альбом, This and of That (2006) был выпущен тиражом всего 1000 копий и не имел успеха. В 2008 году группа выпускает последний на данный момент альбом The Modern Art EP. В 2009 году выходит сборник демо с предыдущих альбомов Demotis, после чего гитарист Бен Коллинс объявляет, что уходит из группы. За этим следует закрытие официального сайта и перенос всей информации на страницу группы в сети MySpace.

## Участники группы
- Майк Бусс (Mike Busse) - вокал (1995-2009)
- Брэндон Ли (Brandon Lee) - соло-гитара (2004-2009), бас-гитара, бэк-вокал (1995-2009)
- Барри Коллинс (Barry Collins) - ударные (1995-2009)
- Бен Коллинс (Ben Collins) - вокал (1995–2006), соло-гитара, бэк-вокал (1995–2009), продюсер (2006–2009)
- Райан Брин (Ryan Breen) - ритм-гитара (2004)
- Майк Лой (Mike Loy) - ритм-гитара (2004)
- Ричард Тамс (Richard Tams) - клавишные (1995)
- Лоуренс Хёрн (Lawrence Hearn) - ритм-гитара (2007–2008)

## Дискография

### Chronic Future
| 1. «Star Spangled Live» 2. «Surreal» 3. «Power» 4. «Scottsdale» 5. «Miles to Go Before We Sleep» 6. «Dare» 7. «Insomniac» 8. «Girlie Song» 9. «Obstruction» 10. «McGoo» 11. «Drunk Babysitter» 12. «Ode to the Pigs» 13. «Newt» | Информация об альбоме: Тип: студийный альбом Дата выпуска: 9 сентября 1996 Длина: 39:31 Лейбл: ULG Records Продюсер: Джей Лин |

### 4 Elements
| 1. «Jump to Live» 2. «Up» 3. «The Majik» 4. «4 Elements» 5. «Come Correct» 6. «Run for Shelter» 7. «Feel It Everyday» 8. «Live Again» 9. «Impossible to Win» 10. «Ways to Sell You Out» 11. «The Great Wall» 12. «Soul Anthem» 13. «Time and Space» 14. «Whatchagonnado Mike» | Информация об альбоме: Тип: студийный альбом Дата выпуска: 22 августа 2000 Длина: 49:34 Лейбл: Beyond Records Продюсер: Бен Коллинс |

### Lines in My Face
| 1. «Time and Time Again» 2. «World Keeps Spinning» 3. «Shellshocked» 4. «Stop Pretending» 5. «New York, NY» 6. «Thank You» 7. «Memories in F-Minor» 8. «Wicked Games» 9. «Static on the Radio» 10. «Eyes Wide Open» 11. «Apology for Non-Symmetry» 12. «Say Goodbye» | Информация об альбоме: Тип: студийный альбом Дата выпуска: 22 июня 2004 Длина: 50:16 Лейбл: Interscope Records Продюсер: Шон Биван |

### This and of That
| 1. «All Things Considered» 2. «Temper Anthem» 3. «Shelshocked REMIX» 4. «Home Game» 5. «If You Ever Run» 6. «Fight of the Birds» 7. «Jupiter (Future Lords)» 8. «Insects» 9. «The Summer of 1980» 10. «Antarctica» | Информация об альбоме: Тип: мини-альбом Дата выпуска: 2006 Длина: 39:48 Лейбл: Самостоятельный релиз Продюсер: Бен Коллинс |

### Modern Art EP
| 1. «Sometimes» 2. «Rocket Science» 3. «Always & Forever» 4. «Things That You Oughta Know» 5. «I Think You Got Ahead of Me» | Информация об альбоме: Тип: мини-альбом Дата выпуска: 2008 Длина: 18:27 Лейбл: Modern Art Продюсер: Бен Коллинс |

### Demotis
| 1. «Rocket Science» 2. «Ole» 3. «Always and Forever» 4. «Songs About Us» 5. «Make It Through Today» 6. «Time and Time Again» 7. «Shellshocked» 8. «Thank You» 9. «Whirlwind» 10. «Eyes Wide Open» 11. «Apology for Non-Symmetry» 12. «World Keeps Spinning» 13. «Wicked Games» 14. «Can't Fight» | Информация об альбоме: Тип: сборник Дата выпуска: 2009 Длина: 49:04 Лейбл: Modern Art Продюсер: Бен Коллинс |